# Recea, Maramureș
Recea este satul de reședință al comunei cu același nume din județul Maramureș, Transilvania, România.

## Istoric
După Coriolan Suciu, prima atestare documentară este din 1828 (Lenárdfalu, Récz) , dar matricolele confesionale a satului încep în anul 1786 , iar satul apare reprezentat pe ridicarea topografică iozefină, realizată între 1769 și 1773.

## Etimologie
Etimologia numelui localității: din top. Reci (Récse) „șanț", care indică o delimitare de hotar. 

## Personalități locale
- Mihai Pavel (1827-1902), episcop greco-catolic de Gherla și Oradea.

## Note

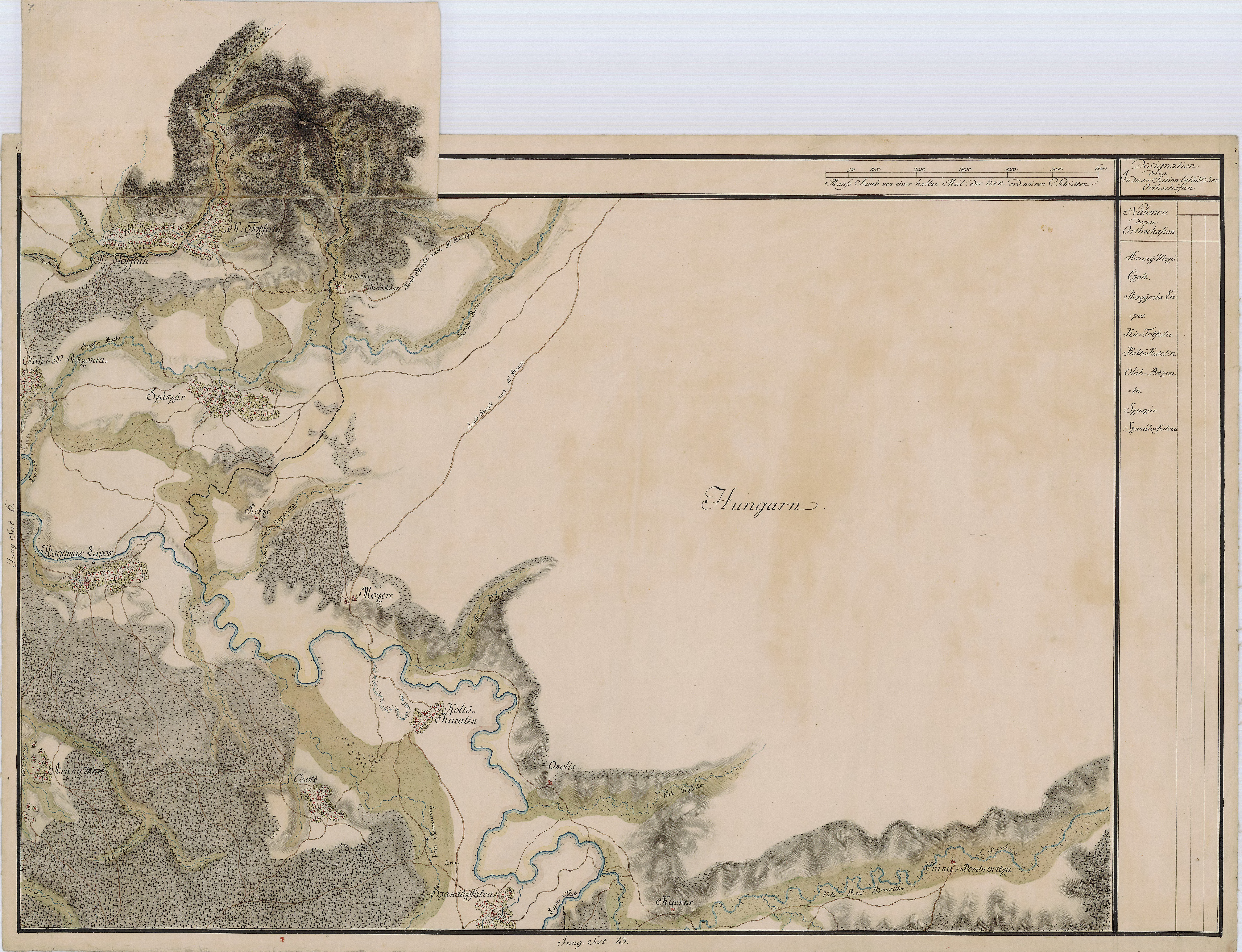
Recea în Harta Iosefină a Transilvaniei